# Quercus faginea
Espèce
Classification phylogénétique
Répartition géographique
Le Chêne faginé, Chêne portugais, Chêne du Portugal ou plus rarement Chêne à feuilles de hêtre (Quercus faginea), Quejigo en espagnol, est un arbre à feuillage caduc de la famille des Fagacées, typique du climat méditerranéen.

## Caractères biologiques
C'est un arbre de 5 à 20 mètres de haut, décoratif, pouvant vivre jusqu'à 600 ans. Son feuillage est caduc mais résiste sur l'arbre pendant l'hiver (marcescence). C'est une espèce monoïque. La date de floraison s'étend d'avril à mai. Il s'hybride facilement avec le chêne zéen ou le chêne pubescent.
Il développe fréquemment des galles dues à la piqûre d'un insecte, le cynips du chêne (Cynips quercusfolii).

## Caractères descriptifs
- arbre buissonnant,

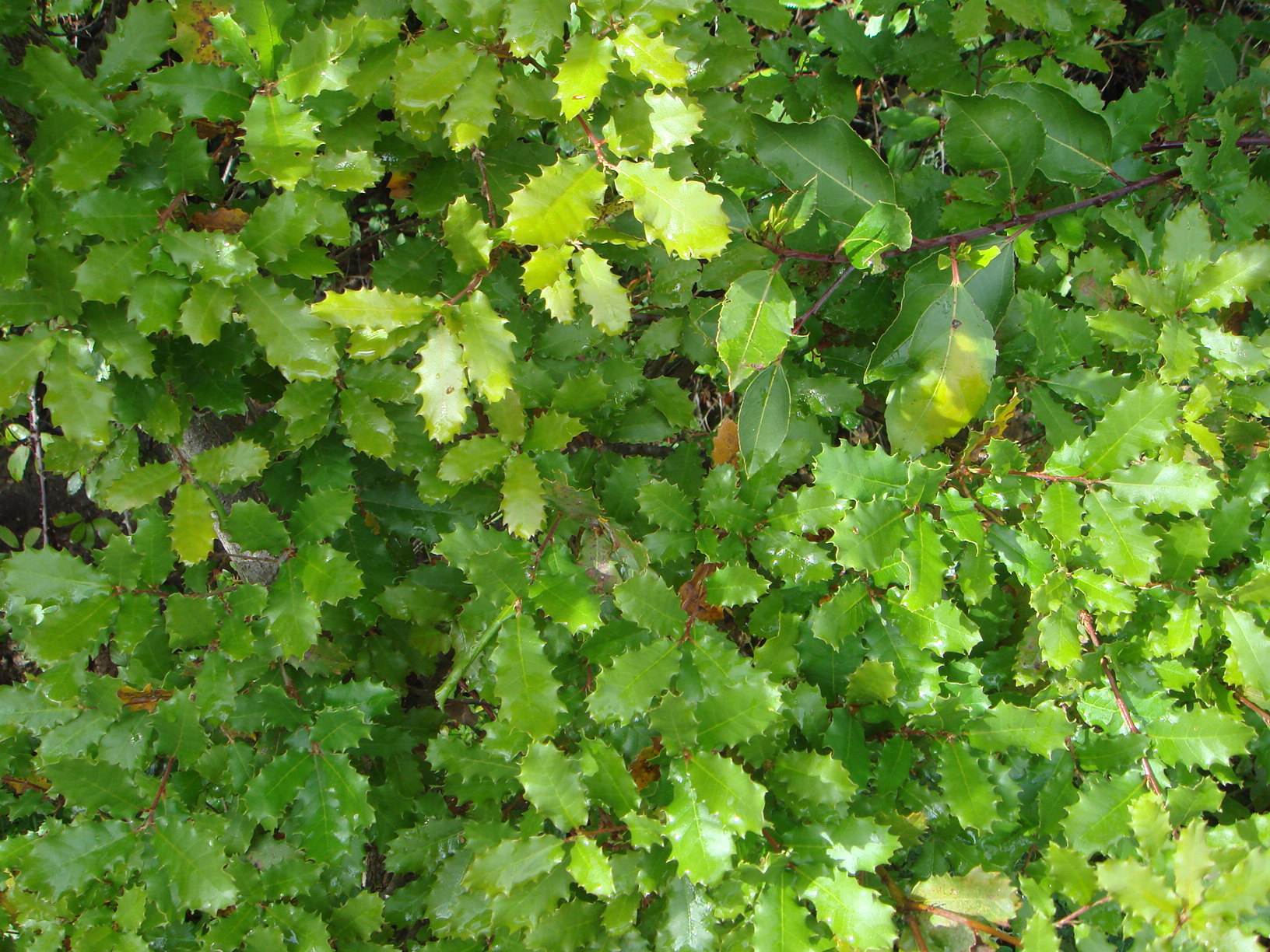
Feuilles subcoriaces dentées

- l'écorce est de couleur gris brun,
- feuilles alternes jusqu'à 15 cm, simples subcoriacées et dentées, de couleur vert sombre et tomenteuses en face inférieure,
- fleurs unisexuées, les mâles regroupées en chatons pendants, les femelles solitaires ou en petit groupe, entourée d'un involucre de bractées accrescentes.
- glands assez cylindrique à pétiole court, arrivant à maturité de septembre à octobre.

## Distribution géographique

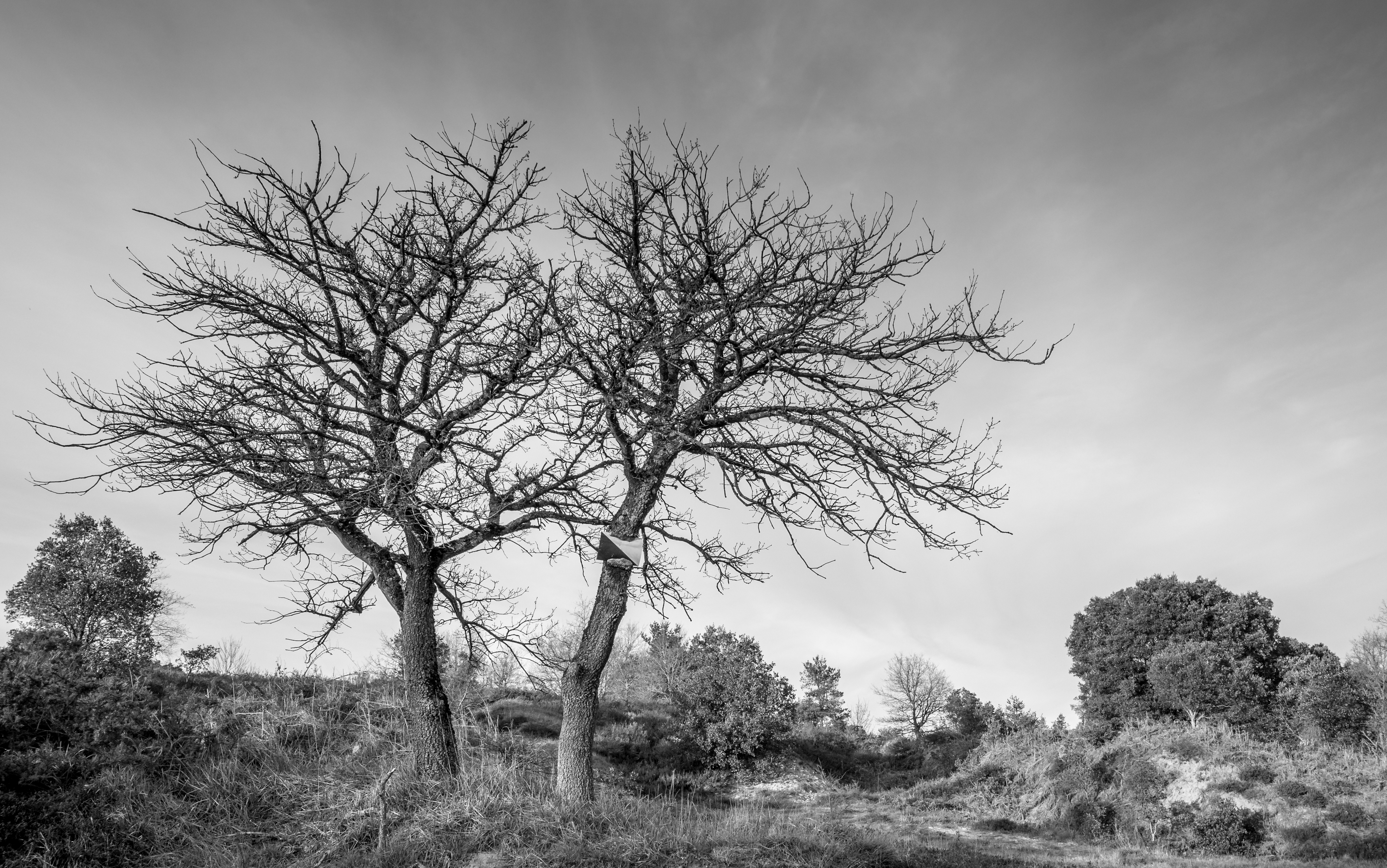
Deux spécimens en Alava, Espagne.

Il pousse en Afrique du nord et dans la péninsule ibérique jusqu'à 1900 m d'altitude, dans des terrains calcaires ou non, mais plus frais et profonds que ceux acceptés par le chêne vert.

## Exigences écologiques
- espèce thermophile mais résistante au froid ;
- espèce héliophile ;
- présent sur différents types de sol ;
- espèce xérophile.

## Distribution spatiale
Il peut former des forêts en terrains frais mais pousse souvent en association avec les chênes verts, chênes-lièges et tauzins voire des conifères.

## Utilité
Ses feuilles et ses glands, qui arrivent à maturité avant ceux du chêne vert, sont utilisés pour nourrir le bétail. Son bois est un bon combustible. Il est également utilisé pour des constructions légères.
C'est une espèce utile pour la restauration des sols.